# Bruder-Klaus-Siedlung
Die Bruder-Klaus-Siedlung ist eine Siedlung im Kölner Stadtteil Mülheim. Sie wurde nach Bruder Klaus, dem Schutzpatron der Schweiz, benannt. Viele Straßen tragen die Namen Schweizer Orte.

## Lage
Die Siedlung liegt im Nord-Osten des Stadtteils Mülheim und grenzt nördlich an den Stadtteil Stammheim und östlich an den Stadtteil Höhenhaus. Sie wird im Süd-Osten vom Mülheimer Zubringer, im Osten von der A3, im Norden vom Dünnwalder Kommunalweg (L101) und im Westen von einer Bahntrasse begrenzt.

## Geschichte

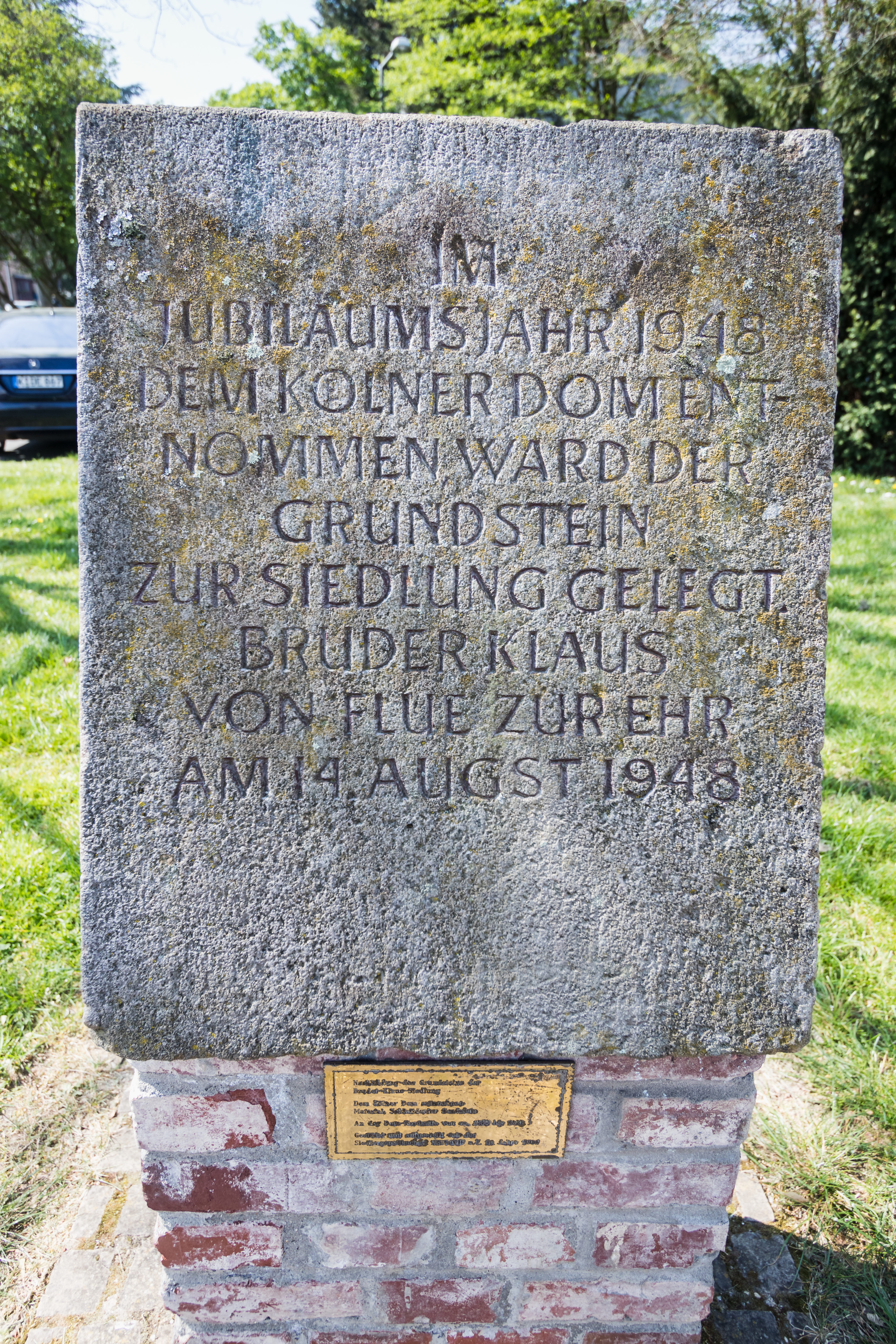
Grundstein der Siedlung, „dem Kölner Dom entnommen“, von 1948

Die Gründung der Bruder-Klaus-Siedlung geht wesentlich auf den damaligen Pfarrer der römisch-katholischen Pfarrei St. Franziskus in Köln-Bilderstöckchen, Karl Müller (* 30. Dezember 1898 in Erkelenz) zurück. Müller versammelte ab 1946 eine Gruppe von Ausgebombten, Kriegsflüchtlingen und -rückkehrern, die unter seinem Vorsitz am 18. März 1947 die noch heute bestehende Siedlergemeinschaft Neuland e.V. gründete. Unter Einbindung des Siedlungswerks der Erzdiözese Köln, die zu Beginn als Bauherr auftrat, begann die Planung. Am 14. August 1948 erfolgte die Grundsteinlegung durch Kardinal Josef Frings, wofür ein Stein aus dem Nordturm des Kölner Domes verwendet wurde. Schutzpatron der Siedlung wurde der Schweizer Eremit und Nationalheilige Niklaus von Flüe, Bruder Klaus genannt.
Das Grundprinzip der ersten Neubauten war, dass sie in Selbst- und Nachbarschaftshilfe errichtet wurden. Die Grundstücke sollten dabei nach ihrer Größe in der Lage sein, deren Bewohner mit landwirtschaftlichen Erzeugnissen zu versorgen, wozu auch Kleintierhaltung gehörte. Diese Form der Neuansiedlung war jedoch langwieriger als geplant.
Im Frühjahr 1949 beteiligt sich die Siedlergemeinschaft Neuland an der Gründung der Gemeinnützigen Siedlungsgesellschaft m.b.H. Aachen, die noch im selben Jahr ihren Sitz nach Köln verlegte. Unter deren Regie folgte der planmäßige Ausbau der Bruder-Klaus-Siedlung, insbesondere nachdem am 28. Oktober 1949 von der Stadt Köln das erforderliche, teilweise bereits in Nutzung und Bebauung befindliche Areal erworben werden konnte. Während der 1950er Jahre schritt der Ausbau zügig voran, nachdem auch die Deutsche Wohnungsgesellschaft (DEWOG) als Entwickler des Viertels an die Seite der Aachener Siedlungsgesellschaft trat. Aus Dankbarkeit für Hilfen aus der Schweiz nach dem Zweiten Weltkrieg wurden die neu angelegten Straßen nach Schweizer Orten und Landschaften benannt (z. B. Davoser, Schwyzer, Genfer, Zuger und Zermatter Klause bzw. Solothurner, Luzerner oder Züricher Weg).
Am 18. Juli 1960 besuchte Bundeskanzler Konrad Adenauer die Bruder-Klaus-Siedlung und die Stegerwaldsiedlung in Köln-Mülheim, beides Neubausiedlungen der 1950er Jahre der CDU-nahen DEWOG.

## Fehlgeschlagener rassistischer Brandanschlag
Am 2. Januar 2016 versuchten zwei Rechtsextreme eine Flüchtlingsunterkunft in der Siedlung anzuzünden. Mit Fackeln und Bengalos mit Aufschriften der rassistischen und fremdenfeindlichen Bewegung Pegida versuchten sie die Unterkunft der jugoslawischen Familie anzugreifen. Nur durch Zufall scheiterte ihr Angriff und die drei Erwachsenen und neun Kinder in dem Haus blieben unversehrt. Am nächsten Tag versammelten sich auf dem Wiener Platz in Mülheim 400 Menschen zu einer spontanen Demonstration gegen den versuchten Brandanschlag. Bei der Verhandlung verweigerten die Angeklagten eine persönliche Entschuldigung den Opfern gegenüber. Die Täter wurden zu zwei Jahren Haft auf Bewährung verurteilt.

## Katholische Pfarrgemeinde St. Bruder Klaus
Am 20. August 1956 wurde die Pfarrei St. Bruder Klaus als Rektoratspfarre von der Mülheimer Pfarrei St. Antonius abgeteilt. Am Vorabend des in Köln stattfindenden 77. Deutschen Katholikentages, dem 28. August 1956, erfolgte die Grundsteinlegung der nach einem Entwurf des Regierungsbaumeisters a. D. Fritz Schaller ausgeführten Kirchenbaues, nach vorheriger Einsegnung der Bruder-Klaus-Gemeinde durch den damaligen Kölner Erzbischof Josef Kardinal Frings. Gründungspfarrer und langjähriger Pfarrer der Gemeinde war Pastor Heinrich Eisenhut. Nach 15 Monaten Bauzeit folgte am 19. November 1957 die Konsekration der Kirche und am 20. November 1957 in Anwesenheit von Kardinal Frings die Einführung des ersten Pfarrers. Die Kirche ist ein breit angelegter Bau mit hohem sechseckigem Mittelschiff aus aufragendem Betonmaßwerk und einem Turm von 35 m Höhe.
1966 lebten im Bezirk der Gemeinde 3007 Katholiken. Die Pfarrgemeinde unterhielt neben der Kirche und ihren Nebengebäuden eine Kindertagesstätte, ein Jugendheim und seit 1964 auch ein Landschulheim in Winnerath. Die benachbarte 1959 bis 1962 durch die Stadt Köln erbaute Katholische Grundschule wird ebenfalls von der Pfarre betreut. In den frühen Jahren waren die Bewohner dieser Pfarrei noch recht jung, aufstrebend und sehr kinderreich. In Spitzenzeiten zählte die Pfarrei 2.500 Kinder und Jugendliche und zeichnete sich durch eine sehr große und aktive Jugendarbeit aus. Die Gemeinde ist seit der Fusion zum 1. Januar 2011 Teil des Pfarrverbandes Christen am Rhein, bestehend aus den Teilen Stammheim, Flittard und Bruder Klaus-Siedlung.
Die St.-Bruder-Klaus-Kirche ist die Heimatkirche des Kölner Erzbischofs Rainer Maria Kardinal Woelki, der hier aufwuchs, als Messdiener und Jugendgruppenleiter wirkte und auch 1985 seine Primiz feierte. Auch der Kölner Pfarrer Franz Meurer wuchs in der Bruder-Klaus-Siedlung auf.

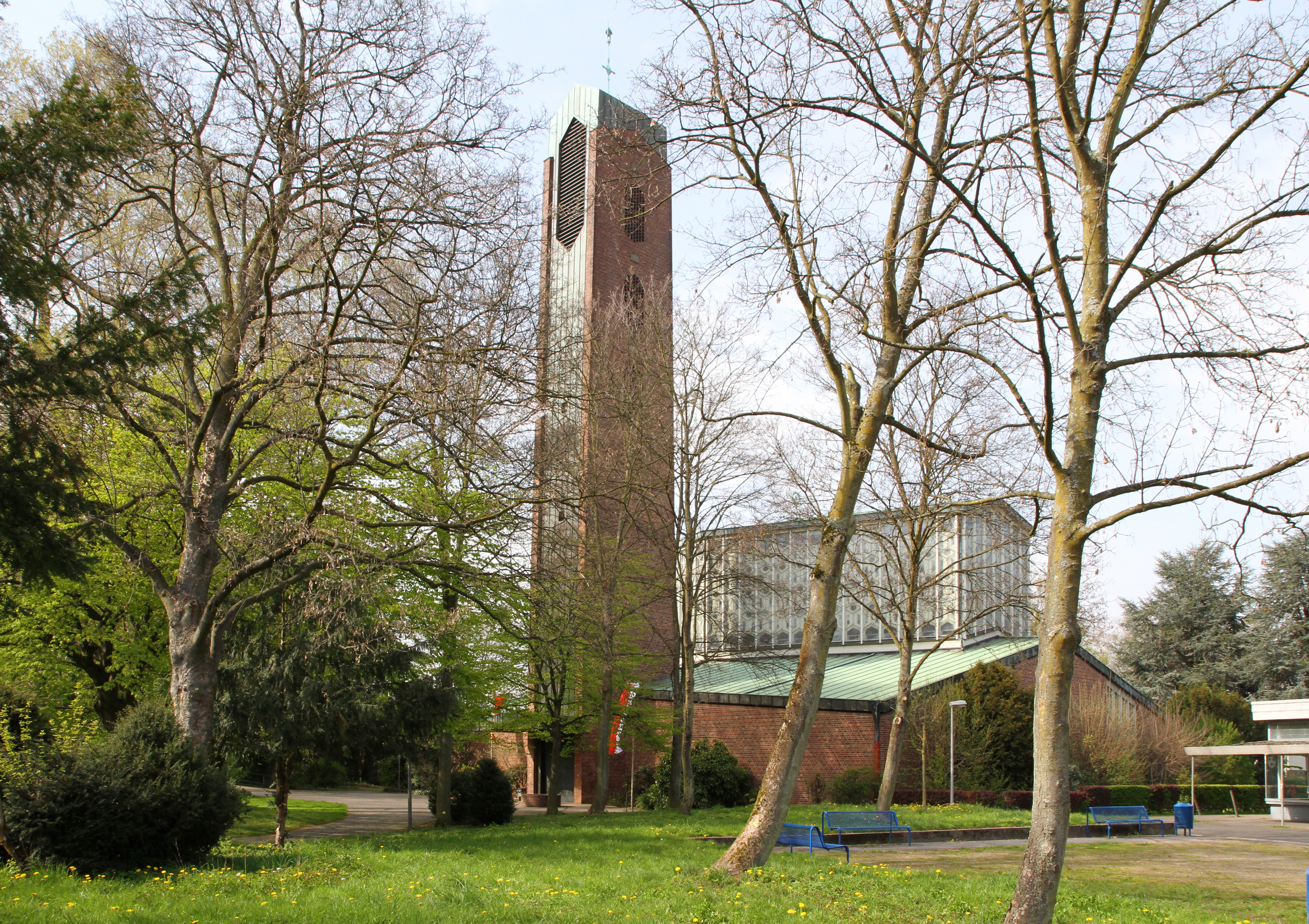
Sankt Bruder Klaus
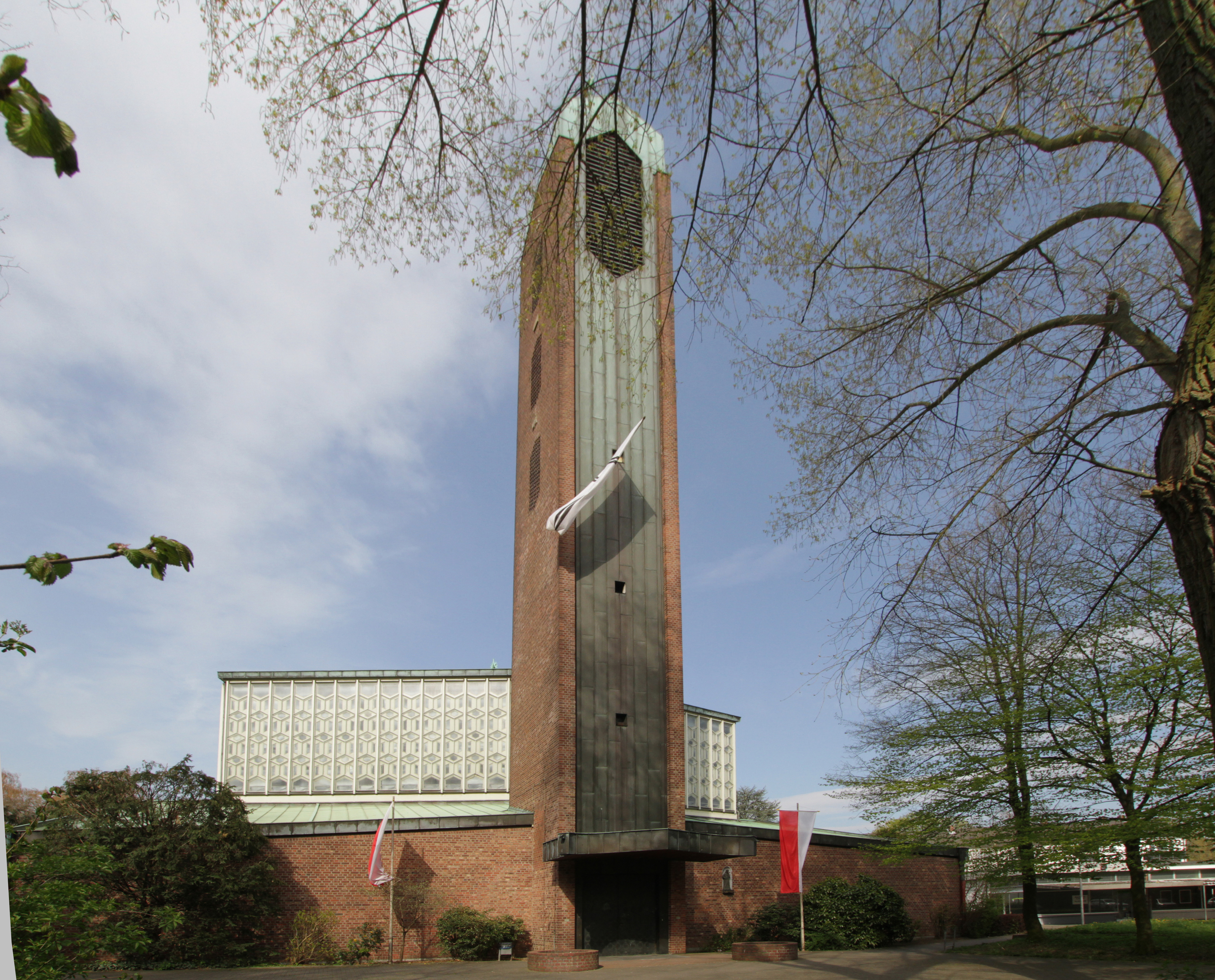
Parkseite
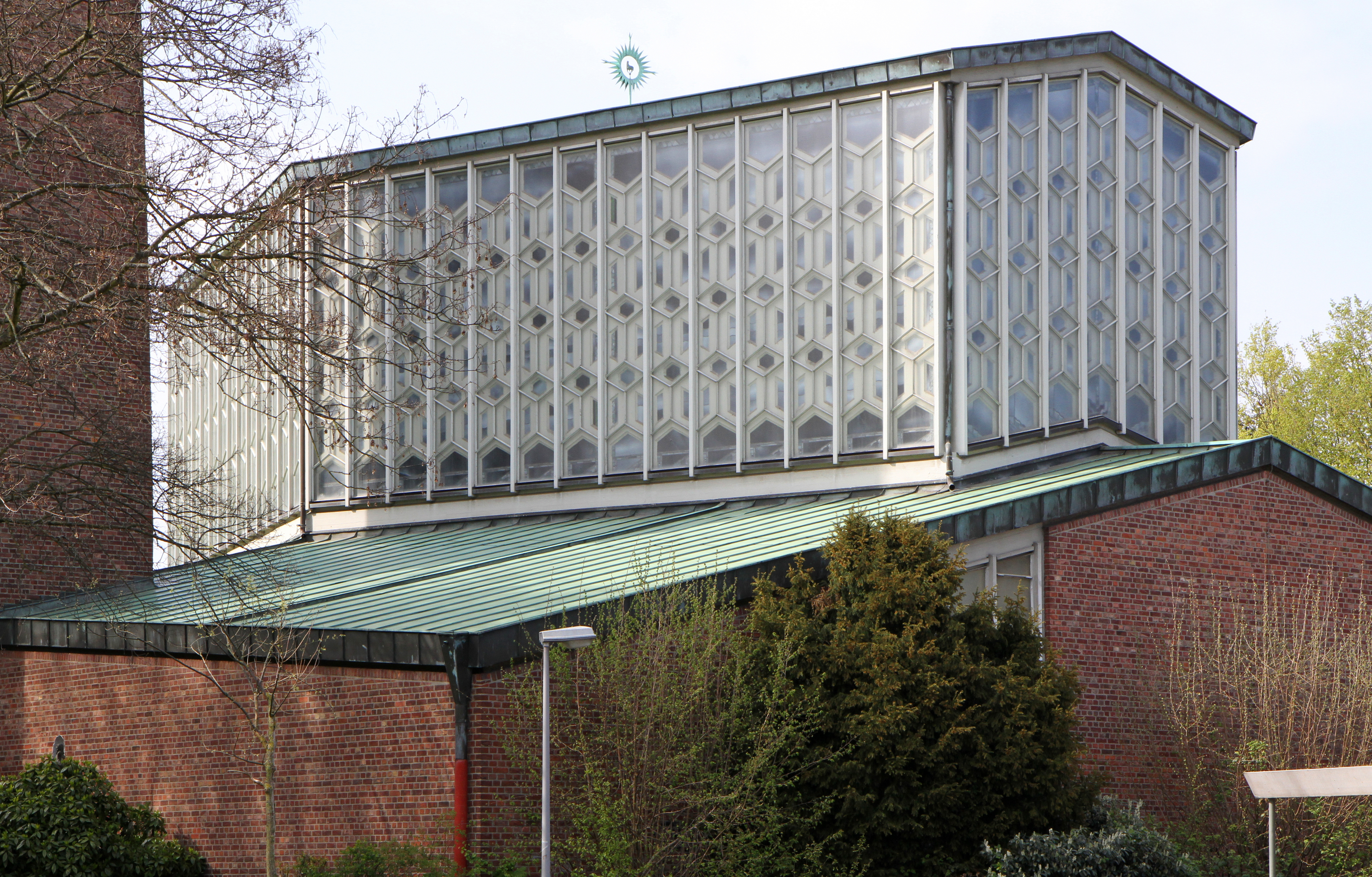
Mittelschiff in modernem Maßwerk
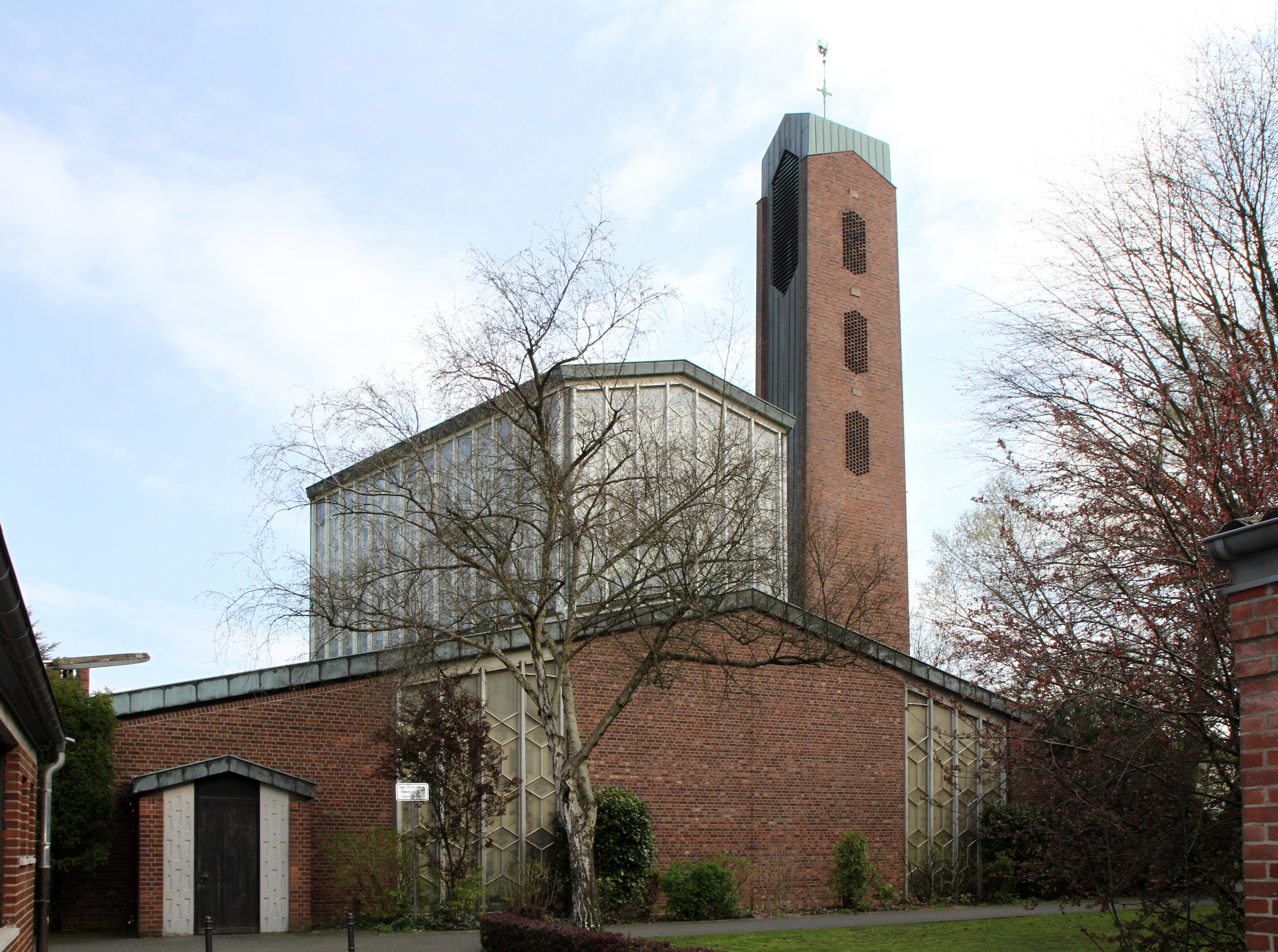
Sicht vom Jugendheim
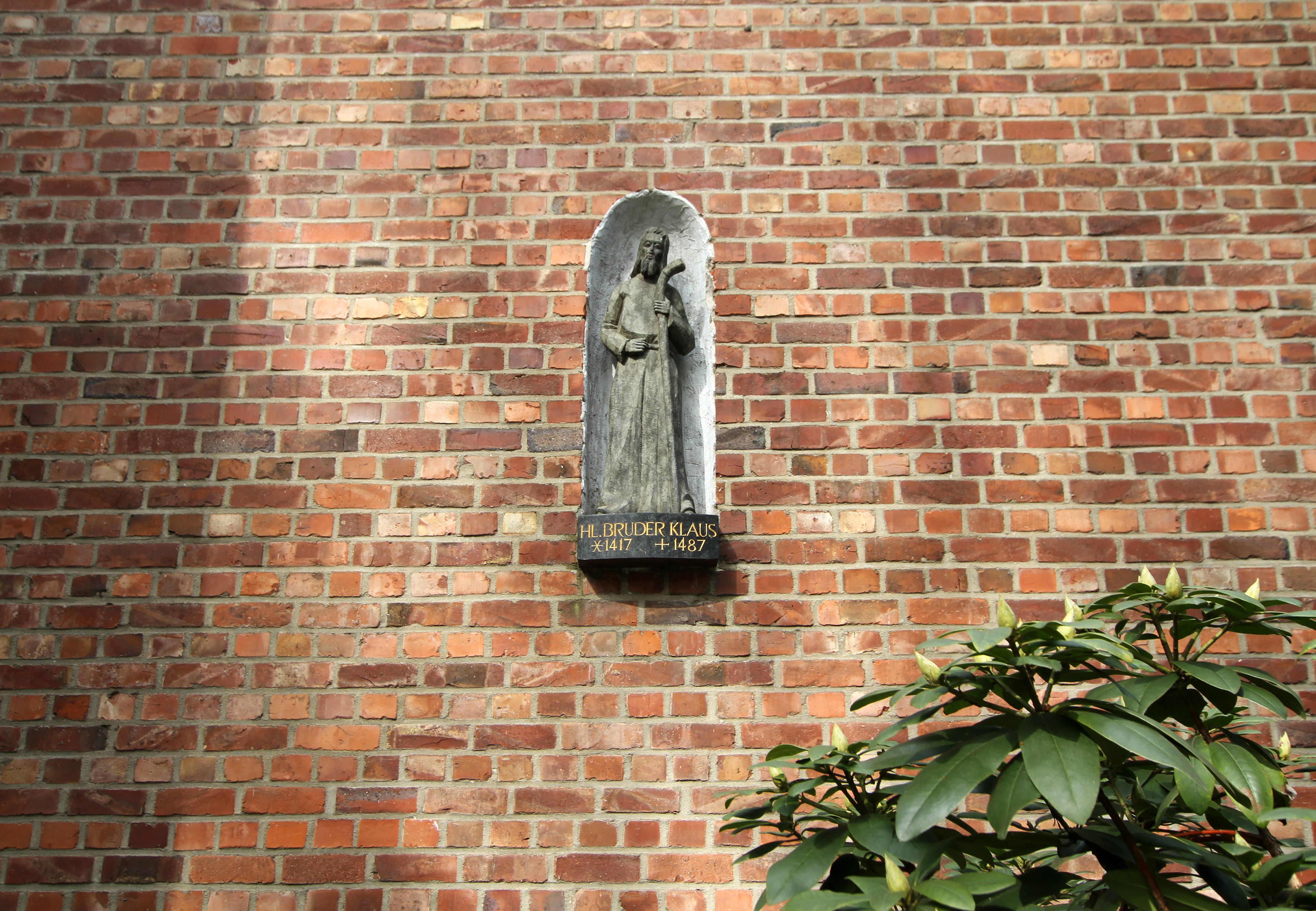
Nische mit Skulptur des Kirchenpatrons

## Begrünte ehemalige Militäranlage mit Allee

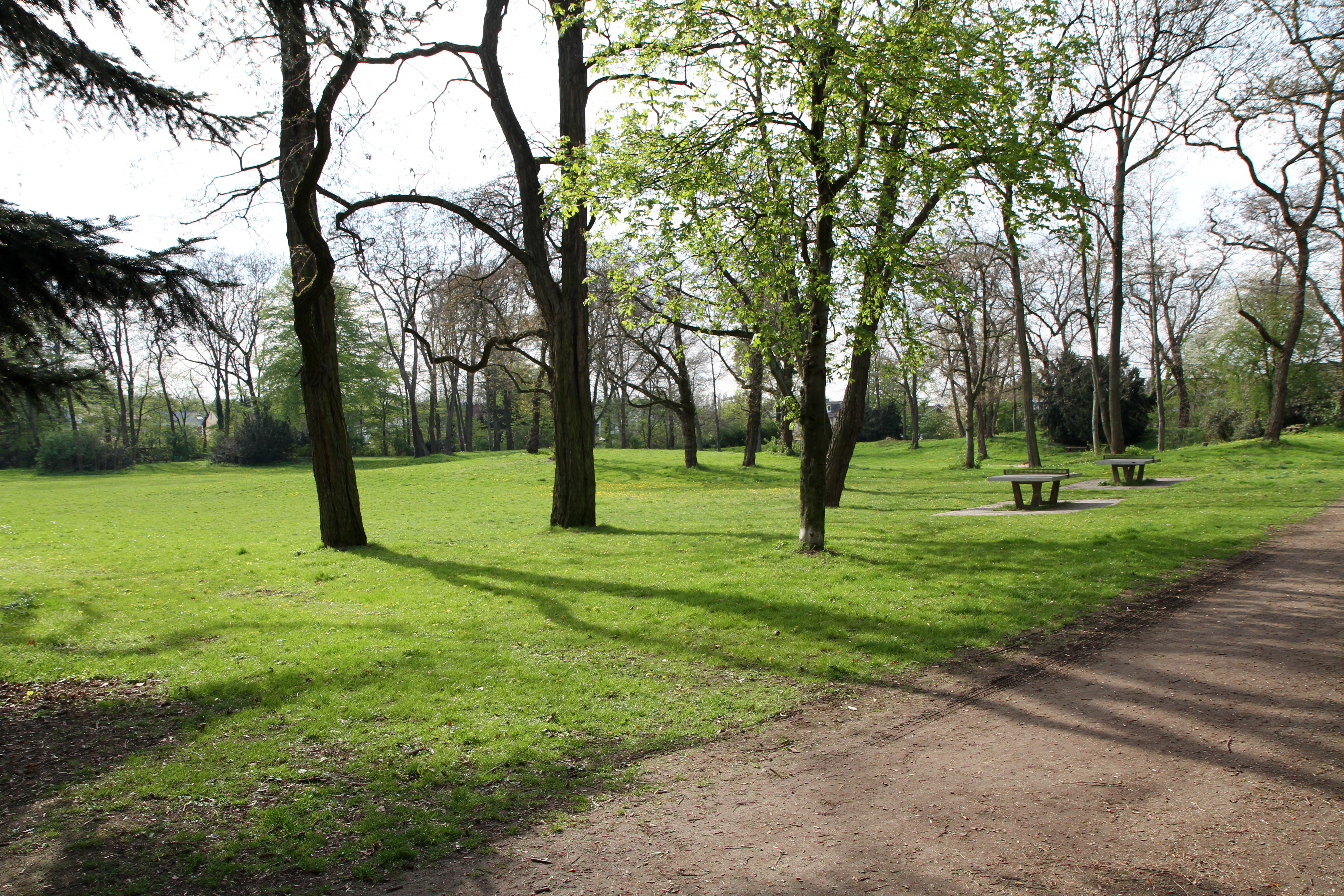
Grünanlage der Siedlung

Die inmitten der Siedlung gelegene Grünanlage geht auf einen Entwurf des städtischen Gartendirektors Fritz Encke aus dem Jahr 1925 zurück, nach dem das ehemalige Zwischenwerk XIIa von 1926 bis 1929 zu einem Luft- und Lichtbad für Kinder umgestaltet wurde. Die Anlage ist Teil der von Encke geplanten Einbindung des zuvor militärisch genutzten Geländes des Kölner Festungsringes in den rechtsrheinischen Äußeren Grüngürtel. In den Jahren nach dem Zweiten Weltkrieg zu Wohn- und Versammlungszwecken erster Siedler, der in Entstehung begriffenen Bruder-Klaus-Siedlung genutzt, erfolgte 1961 die weitgehende Zerstörung der noch erhaltenen Gebäude. Nur noch in Ansätzen sind die ursprünglichen Wälle und Gräben zu erkennen. Die heutige Größe der Grünanlage beträgt 2,56 Hektar und gehört zu den denkmalgeschützten Einrichtungen der Stadt.

## Persönlichkeiten mit Bezug zur Bruder-Klaus-Siedlung
- Ben (Bernhard) Hecker (1948–2019), Schauspieler und Synchronsprecher, wuchs in der Siedlung auf.
- Franz Meurer (* 1951), katholischer Priester, wuchs in der Siedlung auf.
- Martin Richenhagen (* 1952), Lehrer, dann deutsch-amerikanischer Manager
- Rainer Maria Woelki (* 1956), Erzbischof von Köln, Kardinal, wuchs in der Siedlung auf.
- Markus Höffer-Mehlmer (* 1958), Kabarettist, Publizist und Erziehungswissenschaftler, wuchs in der Siedlung auf.
- Dieter Overath, Gründer des Fairtrade-Siegels und seit seiner Gründung 1992 bis Ende Juni 2022 Geschäftsführer von Fairtrade Deutschland, wuchs als Sohn eines Briefträgers in der Siedlung auf.[10]
- Wolfgang Schmidtlein (* 1923), als DEWOG-Architekt an Konzeption und Planung der Siedlung beteiligt.